# Vietorisz József (alispán)
Vaszkai és kis-kovalóczi Vietorisz József Pál Imre (Szotinafalva, 1794. március 14. vagy 19. – 1862. május 11.) Nyitra vármegye alispánja, császári és királyi biztos.

## Élete
Vietoris József és galántai Balogh Borbála fia. Testvére Alajos (1796) volt. Felesége Alagovics Anna, gyermekei Vilma (?-1849) és Sándor (sz. 1827) katonatiszt voltak.
1814-től szakolcai aljegyző lett. 1840-től Nyitra vármegye első alispánja, 1848-ban császári és királyi biztos volt.
1832-ben Büdöskőn fürdőt épített ki, melyet birtokai bevételeiből tartott fenn és emiatt tönkrement.
1840-ben a szenicei Juda Aszód rabbi magyarul akarta köszönteni, de ez nem volt ínyére.
A szentmihályúri Dióssy-kriptában nyugszik.